# Bodai-ji
Bodai-ji (菩提寺?) es un templo budista en el monte Osore, una de las tres montañas de esta religión más sagradas de Japón. Fundado en el siglo IX, se considera según la tradición budista que el entorno donde se levanta es «el lugar donde acuden los muertos». Administrativamente se encuentra en la ciudad de Mutsu, en la prefectura de Aomori al norte del país.

## Historia
El monje Ennin fundó el templo en el año 862, como un lugar para estudiar el ascetismo de la secta Tendai. El complejo quedó abandonado en 1457, y fue ocupado de nuevo en el 1530, y la imagen principal que representa a Enmei Jizō Bosatsu fue venerada como «el Buda que salva a la gente de diversos sufrimientos». Es también un espacio conocido por sus servicios conmemorativos dedicados a las personas fallecidas: durante el festival Itako Taisai, las médiums llamadas itako celebran el ritual kuchiyose, que consiste en entregar mensajes de los muertos.
El entorno es a menudo descrito como el lugar a donde se dirigen las almas de los fallecidos. Esto se debe a que se sitúa sobre un campo volcánico, y el lago cercano y las fumarolas desprenden humos tóxicos y olor a azufre. Los recintos del Bodai-ji cuenta con cuatro baños termales comunales calentados por la caldera del Osore. En el lago desemboca el río Sanzu, que según la tradición local transporta los espíritus de los muertos. Un puente rojo cruza este arroyo, que marca la separación entre el mundo físico y el espiritual de acuerdo a la creencia.

## Galería de imágenes
|                      |
| El templo principal. |

|                                                                                 |
| La puerta de entrada, véase a los lados del camino un canal de agua con azufre. |

|                                                               |
| El puente que cruza el río Sanzu, con el lago Usori al fondo. |

|                                                    |
| Una escultura en un chōzuya de una tortuga-dragón. |